# Berzé-le-Châtel
Pour les articles homonymes, voir Chatel.
Berzé-le-Châtel est une commune française située dans le département de Saône-et-Loire, en région Bourgogne-Franche-Comté.

## Géographie

### Climat
Pour des articles plus généraux, voir Climat de la Bourgogne-Franche-Comté et Climat de Saône-et-Loire.
En 2010, le climat de la commune est de type climat océanique dégradé des plaines du Centre et du Nord, selon une étude du Centre national de la recherche scientifique s'appuyant sur une série de données couvrant la période 1971-2000. En 2020, Météo-France publie une typologie des climats de la France métropolitaine dans laquelle la commune est dans une zone de transition entre le climat océanique altéré et le climat océanique altéré et est dans la région climatique Bourgogne, vallée de la Saône, caractérisée par un bon ensoleillement (1 900 h/an), un été chaud (18,5 °C), un air sec au printemps et en été et des vents faibles.
Pour la période 1971-2000, la température annuelle moyenne est de 11 °C, avec une amplitude thermique annuelle de 17,3 °C. Le cumul annuel moyen de précipitations est de 901 mm, avec 10,4 jours de précipitations en janvier et 7,4 jours en juillet. Pour la période 1991-2020, la température moyenne annuelle observée sur la station météorologique de Météo-France la plus proche, « Jalogny_sapc », sur la commune de Jalogny à 6 km à vol d'oiseau, est de 11,2 °C et le cumul annuel moyen de précipitations est de 873,4 mm. 
La température maximale relevée sur cette station est de 39,6 °C, atteinte le 12 août 2003 ; la température minimale est de −21,6 °C, atteinte le 17 janvier 1985,,.
Les paramètres climatiques de la commune ont été estimés pour le milieu du siècle (2041-2070) selon différents scénarios d'émission de gaz à effet de serre à partir des nouvelles projections climatiques de référence DRIAS-2020. Ils sont consultables sur un site dédié publié par Météo-France en novembre 2022.

## Urbanisme

### Typologie
Au 1er janvier 2024, Berzé-le-Châtel est catégorisée commune rurale à habitat très dispersé, selon la nouvelle grille communale de densité à sept niveaux définie par l'Insee en 2022.
Elle est située hors unité urbaine. Par ailleurs la commune fait partie de l'aire d'attraction de Mâcon, dont elle est une commune de la couronne,. Cette aire, qui regroupe 105 communes, est catégorisée dans les aires de 50 000 à moins de 200 000 habitants,.

### Occupation des sols
L'occupation des sols de la commune, telle qu'elle ressort de la base de données européenne d’occupation biophysique des sols Corine Land Cover (CLC), est marquée par l'importance des forêts et milieux semi-naturels (54,3 % en 2018), une proportion identique à celle de 1990 (54,3 %). La répartition détaillée en 2018 est la suivante : 
forêts (54,3 %), prairies (37,6 %), zones agricoles hétérogènes (8,1 %). L'évolution de l’occupation des sols de la commune et de ses infrastructures peut être observée sur les différentes représentations cartographiques du territoire : la carte de Cassini (XVIIIe siècle), la carte d'état-major (1820-1866) et les cartes ou photos aériennes de l'IGN pour la période actuelle (1950 à aujourd'hui).

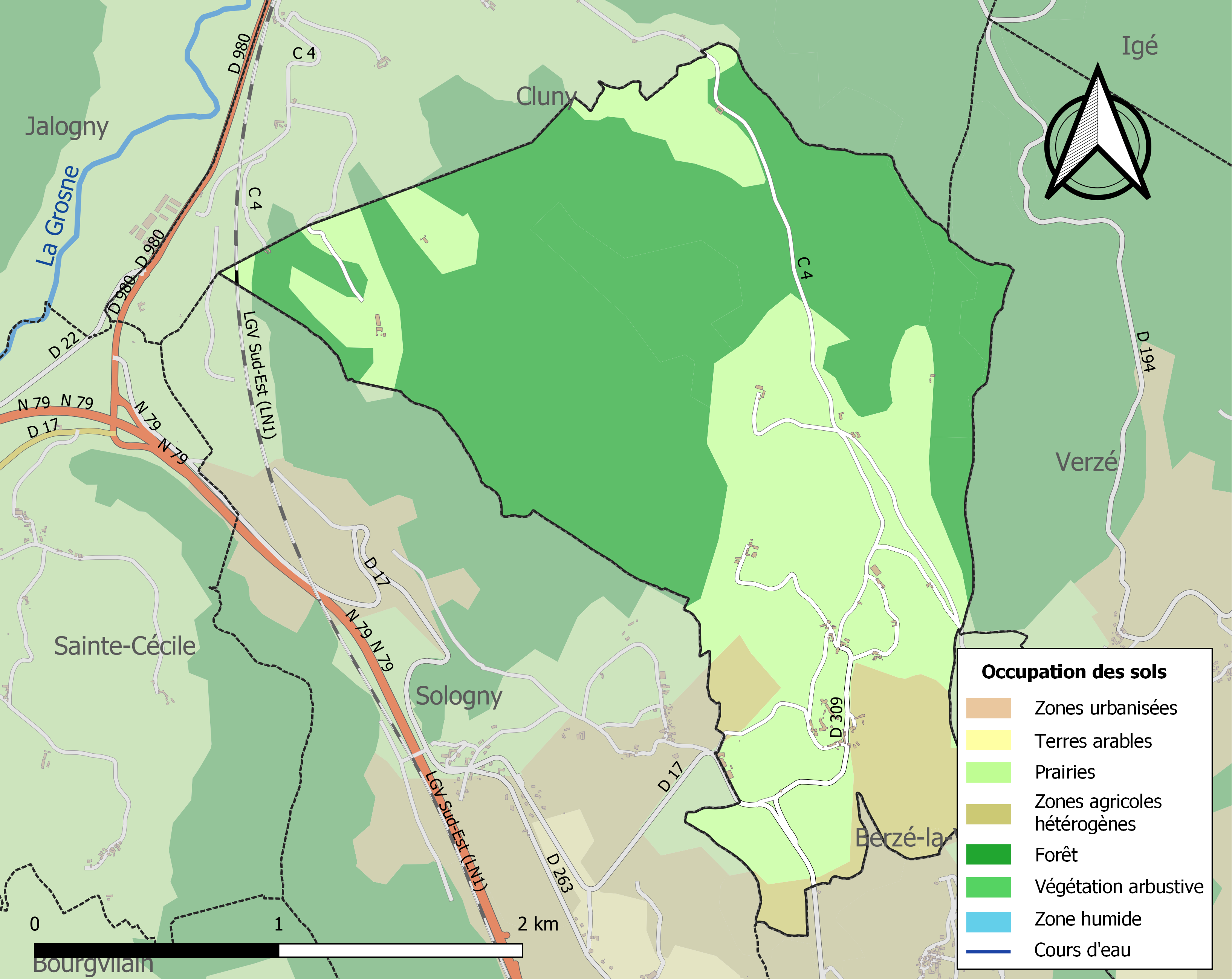
Carte des infrastructures et de l'occupation des sols de la commune en 2018 (CLC).

## Histoire

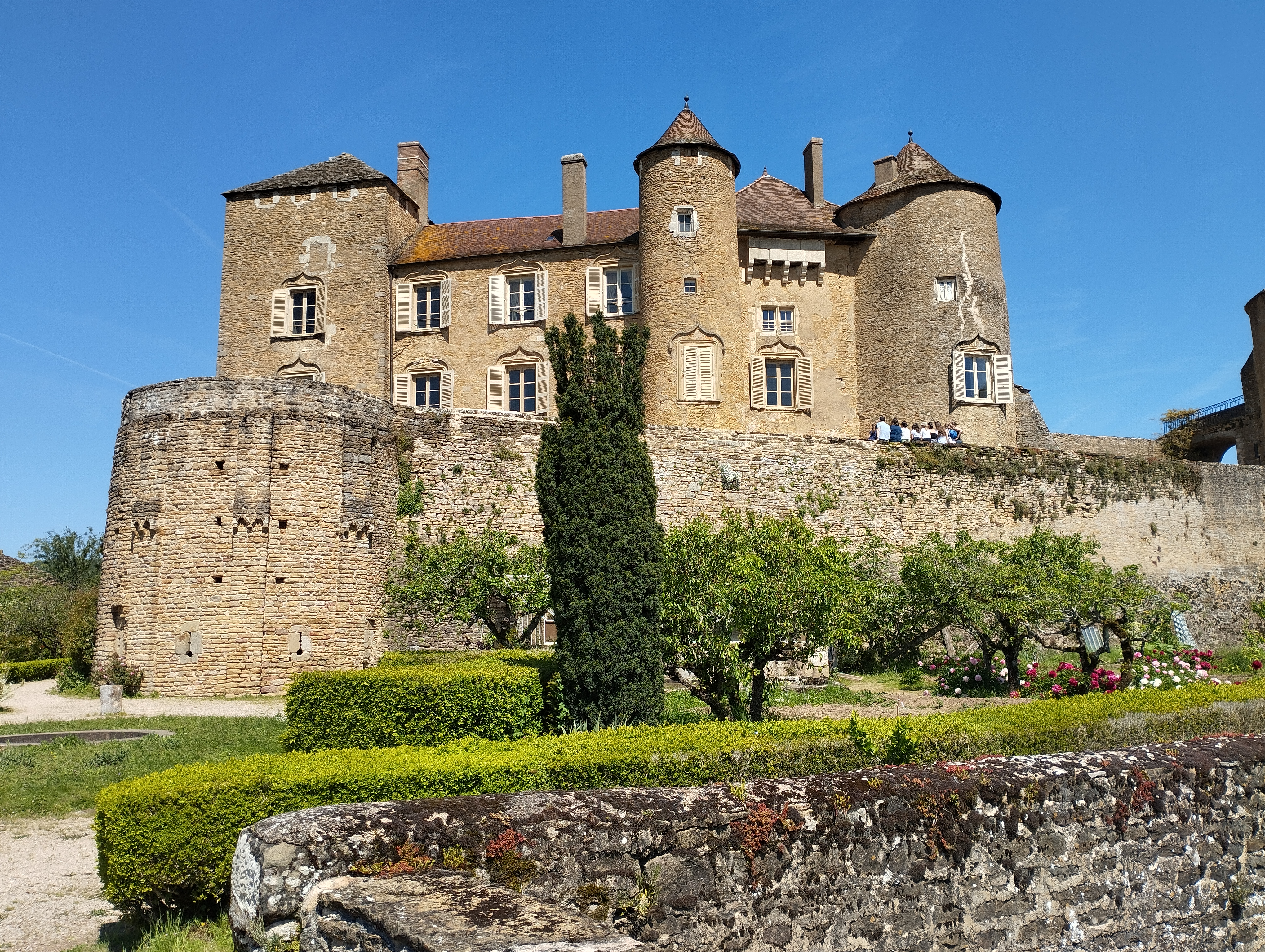
Face sud du château de Berzé-le-Chatel, le 11 mai 2024.

En 991, à la fin de l'empire carolingien et du Royaume de Bourgogne, et au début de la féodalité et de la fondation des Royaume de France, duché de Bourgogne, comté de Mâcon et Abbaye de Cluny, un castrum est attesté sur l'emplacement du château. Constitué initialement d’un donjon primitif en bois et d’une chapelle carolingienne en pierre, le château des sires de Berzé s'impose dès lors comme la plus ancienne baronnie du Mâconnais. Les Berzé, dont la plus ancienne trace remonte au début du Xe siècle constituent une famille vassale du roi de France, détenant sur ses terres les droits de basse et de haute justice.
1739 : construction de l’église placée sous le vocable de saint Sébastien (date visible dans le fond du chœur), en remplacement de l’ancienne chapelle qui avait été érigée au XVIe siècle et qui servait d’église paroissiale (construction abandonnée puis démolie du fait de sa vétusté, qui se trouvait à l'emplacement de l'ancienne mairie-école).

## Politique et administration

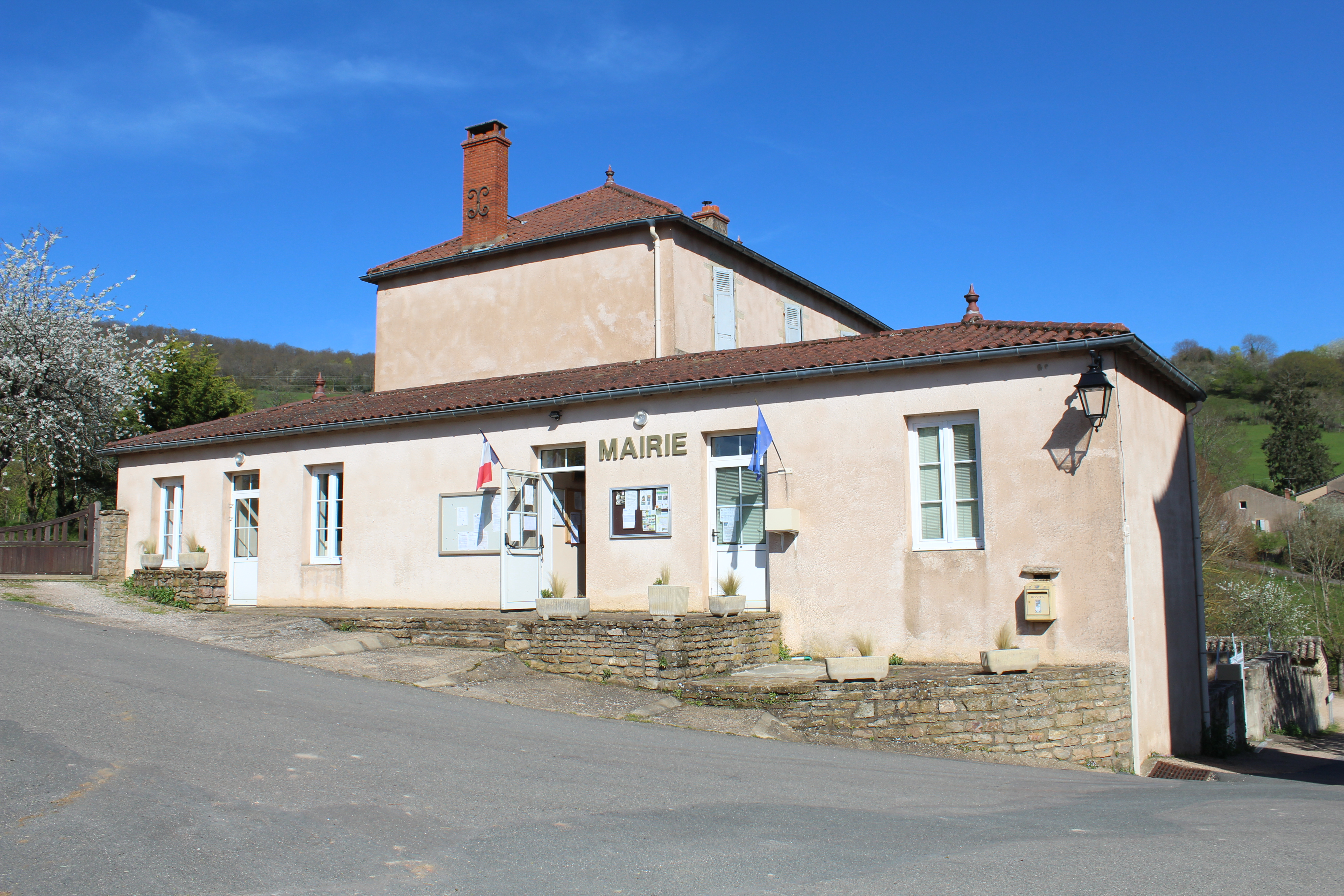
Mairie.

| Période        | Période        | Identité        | Étiquette | Qualité           |
| -------------- | -------------- | --------------- | --------- | ----------------- |
| mars 1977      | septembre 2006 | Louis Mauguin   | DVD       | Retraité commerce |
| septembre 2006 | en cours       | Joëlle Delsalle |           |                   |

## Démographie
L'évolution du nombre d'habitants est connue à travers les recensements de la population effectués dans la commune depuis 1793. Pour les communes de moins de 10 000 habitants, une enquête de recensement portant sur toute la population est réalisée tous les cinq ans, les populations de référence des années intermédiaires étant quant à elles estimées par interpolation ou extrapolation. Pour la commune, le premier recensement exhaustif entrant dans le cadre du nouveau dispositif a été réalisé en 2005.

En 2022, la commune comptait 56 habitants, en évolution de −5,08 % par rapport à 2016 (Saône-et-Loire : −1,06 %, France hors Mayotte : +2,11 %).
| 1793 | 1800 | 1806 | 1821 | 1831 | 1836 | 1841 | 1846 | 1851 |
| ---- | ---- | ---- | ---- | ---- | ---- | ---- | ---- | ---- |
| 195  | 162  | 142  | 144  | 151  | 153  | 168  | 174  | 162  |

| 1856 | 1861 | 1866 | 1872 | 1876 | 1881 | 1886 | 1891 | 1896 |
| ---- | ---- | ---- | ---- | ---- | ---- | ---- | ---- | ---- |
| 154  | 145  | 161  | 164  | 175  | 181  | 178  | 159  | 147  |

| 1901 | 1906 | 1911 | 1921 | 1926 | 1931 | 1936 | 1946 | 1954 |
| ---- | ---- | ---- | ---- | ---- | ---- | ---- | ---- | ---- |
| 152  | 156  | 142  | 118  | 113  | 114  | 124  | 114  | 83   |

| 1962 | 1968 | 1975 | 1982 | 1990 | 1999 | 2005 | 2006 | 2010 |
| ---- | ---- | ---- | ---- | ---- | ---- | ---- | ---- | ---- |
| 83   | 60   | 81   | 75   | 65   | 69   | 65   | 64   | 60   |

| 2015 | 2020 | 2022 | - | - | - | - | - | - |
| ---- | ---- | ---- | - | - | - | - | - | - |
| 59   | 59   | 56   | - | - | - | - | - | - |

## Culture locale et patrimoine

### Lieux et monuments
Sont à voir à Berzé-le-Châtel :

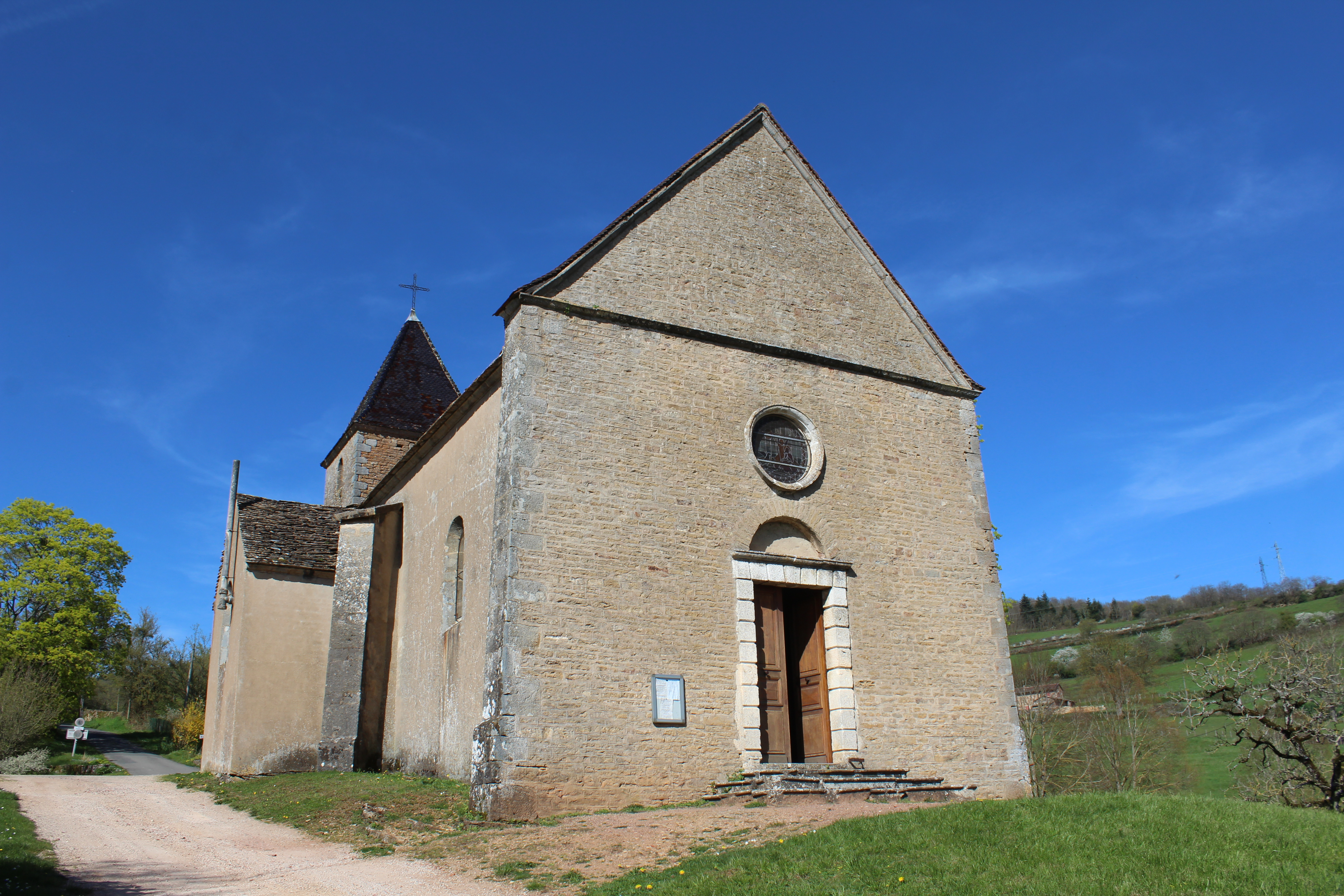
L'église de Berzé-le-Châtel, placée sous le vocable de saint Sébastien.

- le château de Berzé-le-Châtel, entouré de ses fortifications, dominant la vallée de la Grosne et toutes les voies d'accès du Mâconnais oriental ;
- l'église Saint-Sébastien, construite au début du XVIIIe siècle, dont l'une des curiosités, visible dans le chœur, est une huile sur toile signée Adélaïde Salles-Wagner, Elie dans le désert, peinte en 1861[17], ainsi que des vitraux de deux périodes différentes (pour certains de la fin du XIXe siècle, réalisés par l’atelier chalonnais J. Besnard, et pour d'autres des années 2010, sortis de l'atelier de la vitrailliste Suzanne Philidet)[18] ;
- le lavoir construit au XIXe siècle ;
- le tunnel du Bois-Clair, ancien tunnel ferroviaire (long de 1,6 km) qui est ouvert à une Voie verte (ouverture du 15 avril au 30 septembre, le tunnel abritant des espèces protégées de chauves-souris[19]).

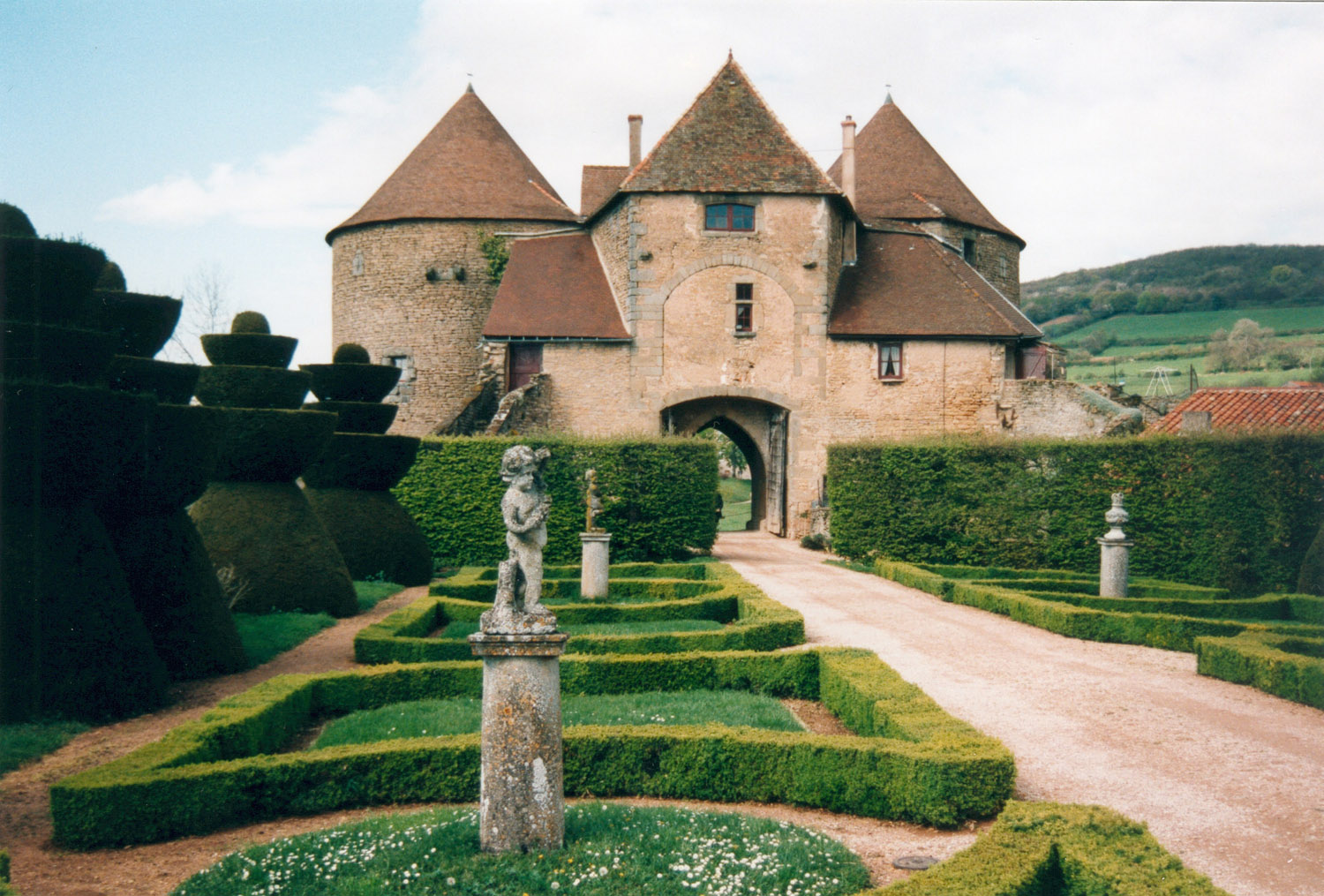
Le château.
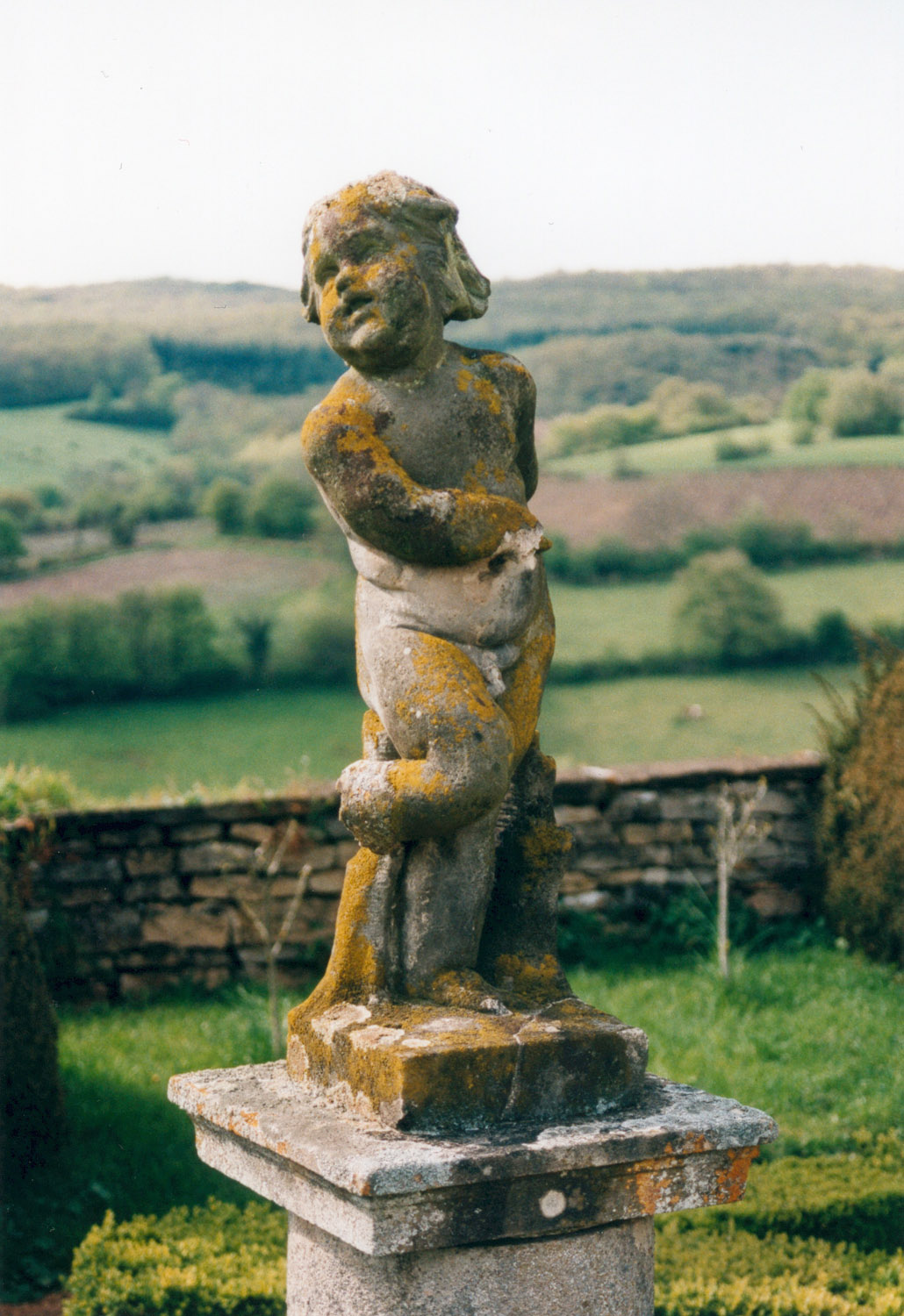
L'une des statues du jardin du château.

Berzé-le-Châtel est le point de départ de l'un des 17 circuits de randonnée balisés mis en place en 2022-2023 (sur 58 communes de Saône-et-Loire) par plusieurs intercommunalités au sein du territoire du Massif Sud Bourgogne, intitulé La balade de Berzé (4,8 kilomètres, 146 mètres de dénivelé, 1 h 35 de balade environ, départ au niveau de la mairie de Berzé-le-Châtel).

### Personnalités liées à la commune
- Hugues IV de Berzé, chevalier croisé qui, au XIIe siècle, fut l'auteur de la « Bible au seigneur de Barzil », poème satirique de huit cent trente-huit vers dans lequel il critiquait les travers et les vices de son temps.

### Cultes
Berzé-le-Châtel appartient à l'une des sept paroisses composant le doyenné de Mâcon (doyenné relevant du diocèse d'Autun) : la paroisse Saint-Vincent en Val-Lamartinien, paroisse qui a son siège à La Roche-Vineuse et qui regroupe quinze villages du Mâconnais.

### Héraldique
| Blason | Blasonnement : De gueules à trois étoiles d'or. |

## Pour approfondir